# بابی جسپر
بابی جسپر (انگلیسی: Bobby Jaspar; ۲۰ فوریهٔ ۱۹۲۶ – ۲۸ فوریهٔ ۱۹۶۳) نوازنده و آهنگساز سبک جاز اهل بلژیک بود. وی در نواختن سازهای ساکسوفون و فلوت تبحر داشت و بین سال‌های ۱۹۵۴ تا ۱۹۶۳ میلادی فعالیت می‌کرد.